# مسرح أذربيجان الحكومي بانتوميم
مسرح أذربيجان الحكومي بانتوميم (بالأذرية: Azərbaycan Dövlət Pantomima Teatrı) - هو مسرح في باكو وأول مسرح بانتوميم في تاريخ المسرح الأذربيجاني.

## تاريخ المسرح

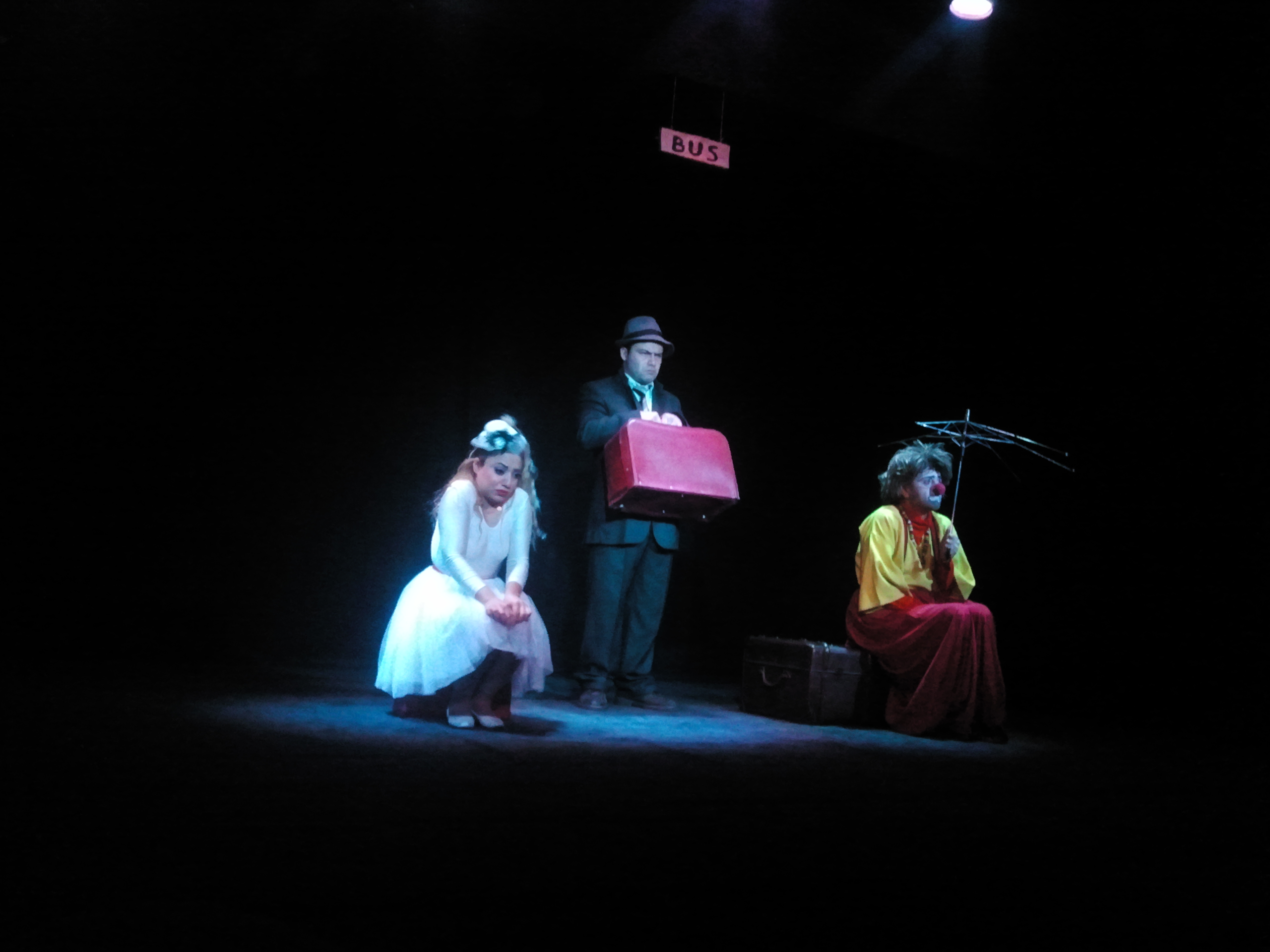

بموجب مرسوم وزير الثقافة الأذربيجاني في 16 مايو 1994، تم إنشاء مسرح أذربيجان الحكومي بانتوميم باعتباره استوديو بانتوميم إسمه «اجتماع ألمجانين»، وعمل تحت مسرح المتفرجين الشباب في أذربيجان.
تم منح استوديو المسرح بانتوميم «اجتماع ألمجانين» بحالة الدولة، في عام 2000.
تأسس المسرح من قبل فنان الشعب الأذربيجاني بختيار خنيزاده.
مؤسس وقائد فني ومخرج رائسي هو بختيار خنيزاده، مدير المسرح هو إلمان رفييف. يقع المسرح بمدينة باكو، في شارع عازدليق.

## العروض
- بختيار خنيزاده - «كارثة وإنسان»
- زور زينالوف - «قناع»
- أنطوان دو سانت إكزوبيري - «الأمير الصغير»
- بهروز أحمدلي - «المأساة والرجل»
- بختيار خنيزاده - «لا ننسى»
- جيهون داداشوف - «أنا وأنا»
- عبد الله شائق - «تيق- تيق»
- نارجيل جوربانوف، جيهون داداشوف - «التنفيس»
- بهروز أحمدلي - «مأساة ورجل»